# پوندلند
پوندلند (انگلیسی: Poundland) شرکت خرده‌فروشی بریتانیایی است، که در سال ۱۹۹۰ تأسیس شد.